# 膀胱実
膀胱実（ぼうこうじつ）とは、漢方医学で言う泌尿器系など全般の機能亢進によりおこる症状を言う。

## 概要
漢方医学では六腑のうち膀胱は五行思想で言う水を司る機能を指し、六臓で言えば腎、五官で言えば耳、五体で言えば骨や歯に相当するため膀胱の機能の亢進は（西欧医学で言う膀胱の機能障害とは異なる）おびえて冷汗をかく、神経が不安定などがあらわれるとされる。漢方医学では
対処としては
鍼灸においては五行や東洋医学の治療方針の関係から五行では自経が実すれば、その子を瀉すとされており、この場合、水の気である膀胱が実すれば木の気である子の胆を瀉せとされており、膀胱経の束骨穴、胆経の足臨泣穴が用いられる。